# 용설란아과
용설란아과(龍舌蘭亞科, 학명: Agavoideae 아가보이데아이[*])는 비짜루과의 아과이다. 세계적으로 29속에 720여 종이 있으며 한국에서는 주로 재배하는 식물이다. 이전에는 용설란과라는 별도의 과로 분류하기도 했다.
대부분 건생 식물이며 땅속줄기가 있고, 줄기는 짧으며, 교목 같은 경향을 가진다. 잎은 섬유상으로 좁고, 때로 두껍거나 육질이며, 대개 줄기의 기부 위나 근처에 모여 있고, 가장자리는 밋밋하거나 가시가 있다. 꽃은 양성화 또는 단성화로 대체로 규칙적으로 피며 총상꽃차례 또는 원추꽃차례, 꽃차례와 가지 사이에 포가 있다. 꽃받침 열편은 대개 부분적으로 서로 붙어 있고, 짧거나 긴 화관통으로 되며, 열편들은 거의 같은 것이 많다. 꽃잎 모양, 때로는 육질이다. 수술은 6개로 화관통 또는 열편 기부 위에 붙고, 화사는 실 모양이며 굵어지고, 꽃밥은 선형이다. 씨방은 상위 또는 하위, 암술대는 가늘고, 흔히 매우 짧으며, 암술머리는 3갈래이다. 열매는 장과 또는 포배 열개하는 삭과이다.

## 하위 분류
- 비비추속(Hosta Tratt.)
- 용설란속(Agave L.)
- 유카속(Yucca L.)
- 접란속(Chlorophytum Ker Gawl.)
- 지모속(Anemarrhena Bunge)
- 헤스페로칼리스속(Hesperocallis A.Gray)
- Anthericum L.
- Behnia Didr.
- Beschorneria Kunth
- Camassia Lindl.
- Chlorogalum (Lindl.) Kunth
- Clara Kunth
- Diamena Ravenna
- Diora Ravenna
- Diuranthera Hemsl.
- Echeandia Ortega
- Eremocrinum M.E.Jones
- Furcraea Vent.
- Hagenbachia Nees & Mart.
- Hastingsia S.Watson
- Herreria Ruiz & Pav.
- Herreriopsis H.Perrier
- Hesperaloe Engelm.
- Hesperoyucca (Engelm.) Trel.
- Hooveria D.W.Taylor & D.J.Keil
- Leucocrinum Nutt. ex A.Gray
- Paradisea Mazzuc.
- Schoenolirion Durand
- Trihesperus Herb.